# Isla de Flores (Uruguay)

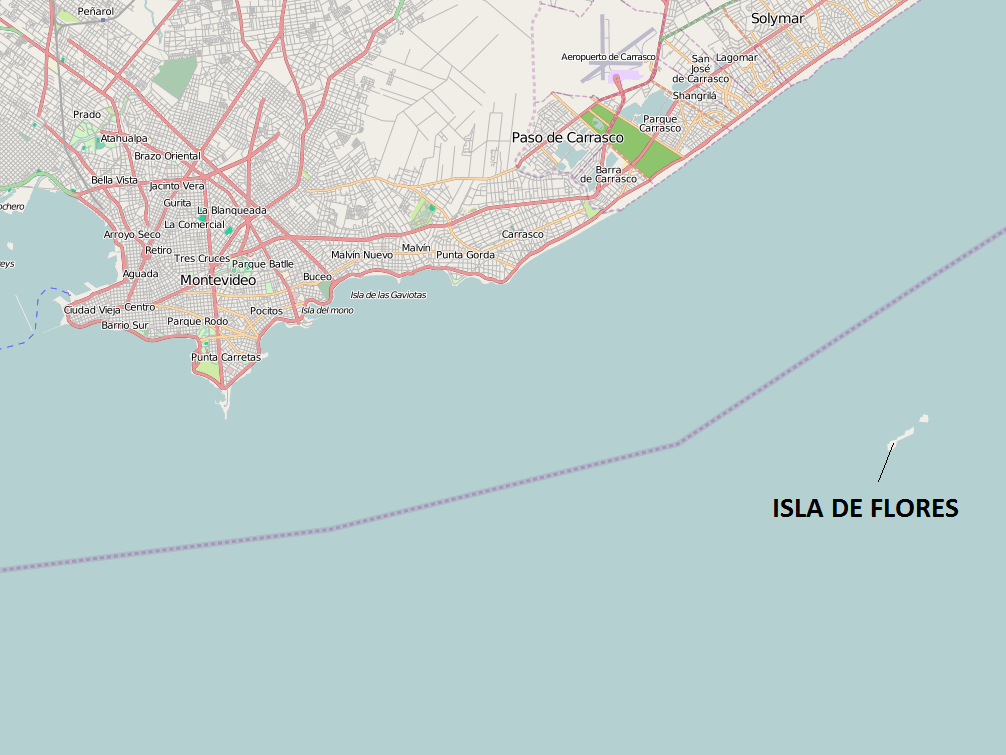

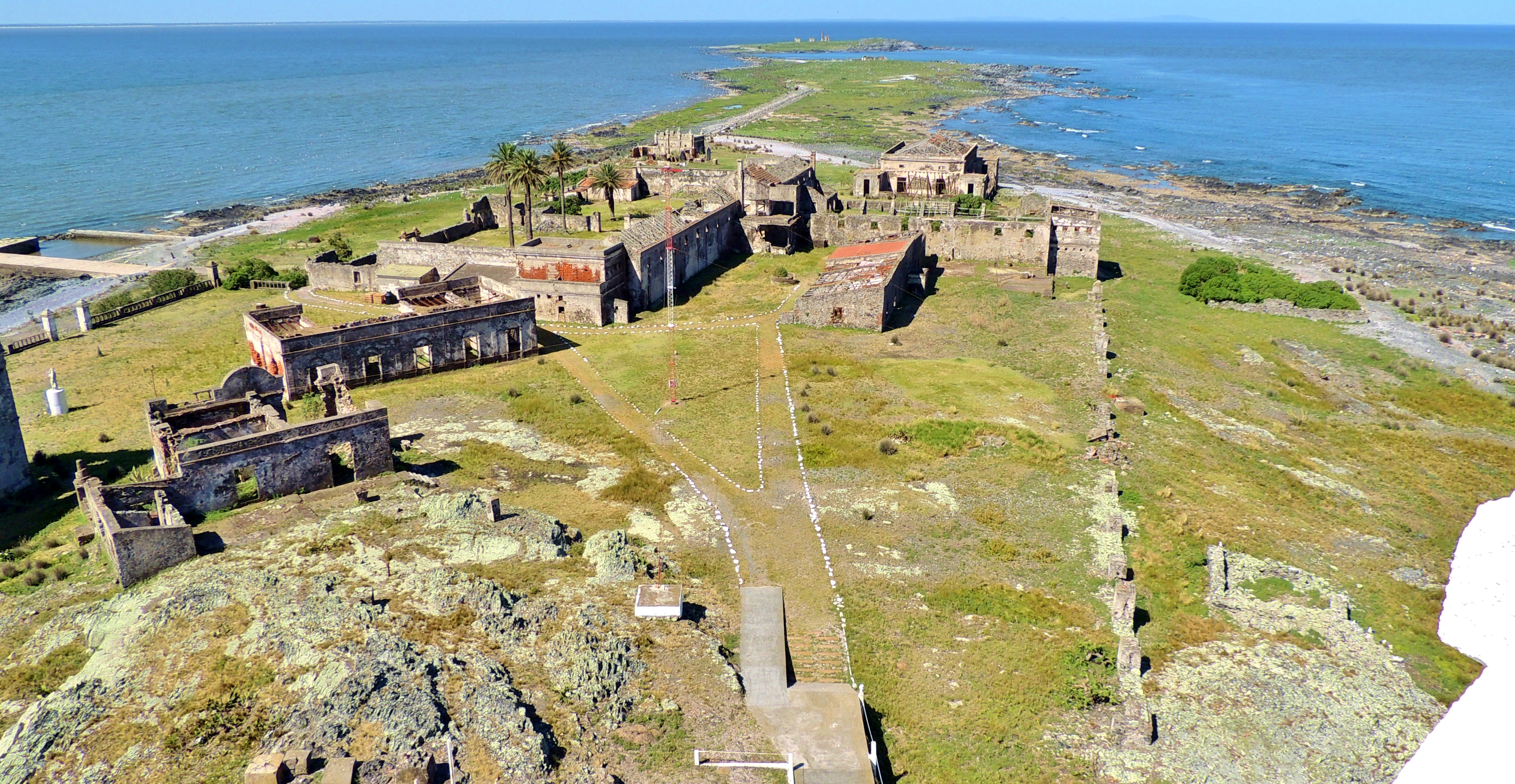
Het eiland gezien vanaf de vuurtoren, kijkende naar het noordoosten

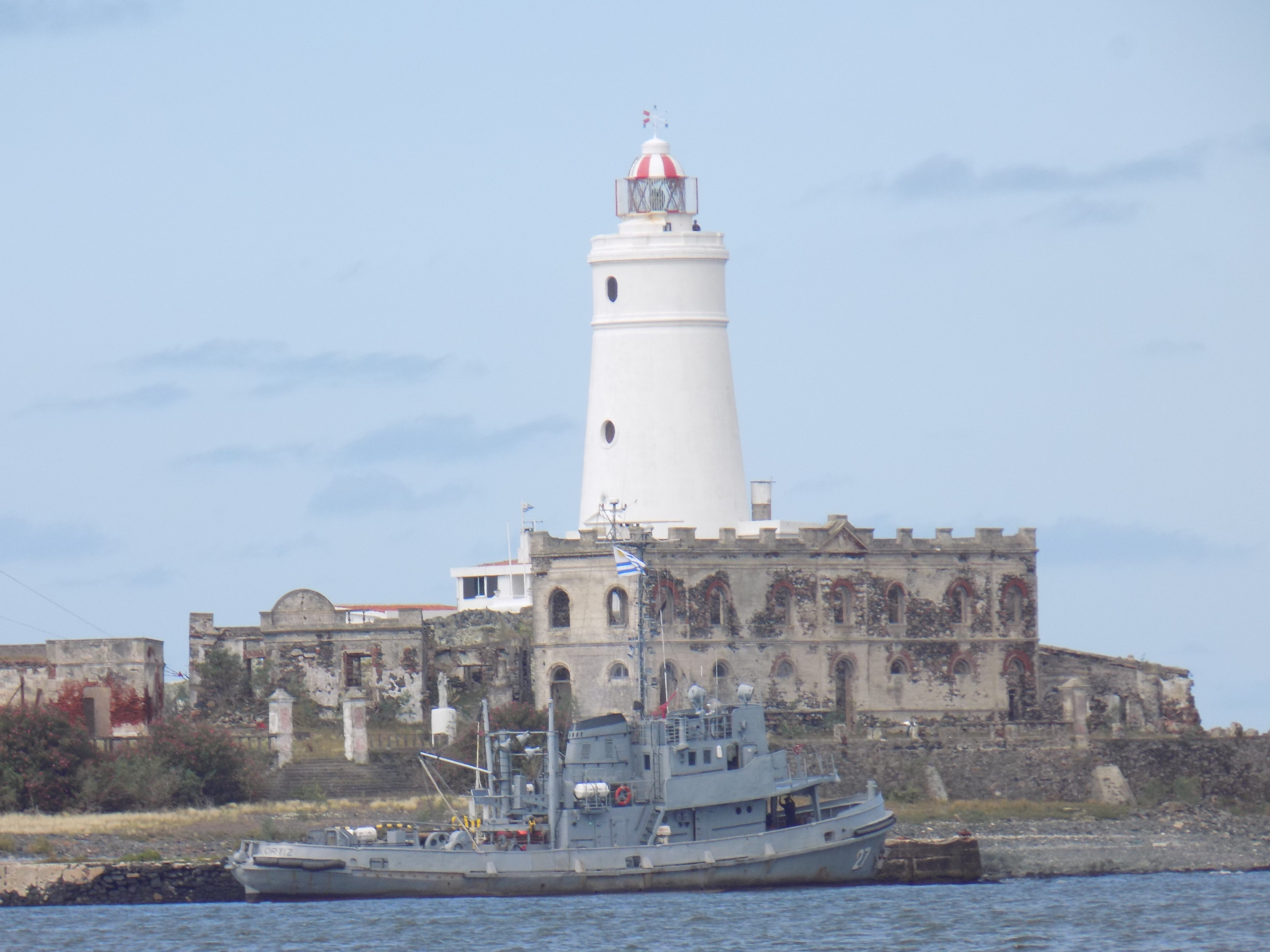
Het schip "R.O.U. Banco Ortiz" van de Uruguayaanse marine voor anker voor de vuurtoren van het eiland.

Isla de Flores is een klein eiland in de Río de la Plata, 20 km ten oostzuidoosten van Montevideo, de hoofdstad van Uruguay. Het eiland bestaat uit drie delen waarvan twee met een dijk verbonden zijn. De afstand van het ene einde naar het andere bedraagt 1,7 km. Flores kreeg zijn naam van Sebastián Caboto, die het eiland ontdekte op paaszondag 1527. De naam 'Flores' komt van de Spaanse uitdrukking Pascua de Flores, vertaald "bloeiende Pasen".
Het eiland heeft een historische vuurtoren, die zich bevindt op het zuidwestelijkste eiland. Hij is in 1828 gebouwd en in gebruik genomen door de Portugezen. Hij is 37 meter hoog en flitst elke 10 seconden tweemaal. De vuurtoren is nu bezit van de Uruguayaanse marine.
Op het eiland bevond zich ook een hotel dat diende als verplichte quarantaine voor immigranten. Later heeft dit gebouw ook nog als gevangenis dienstgedaan. Nu resteren hiervan alleen nog ruïnes.

## Vliegramp
Op 6 juni 2012 is een Fairchild SA227AC Metro III CX-LAS vrachtvliegtuig van DHL onderweg van Montevideo naar Buenos Aires in zee gestort ten zuiden van dit eiland. Delen van het vliegtuig zijn door een duiker op ongeveer 1,9 km ten zuiden van Isla de Flores gevonden op 20 juli 2012.